# Pablo González Velázquez

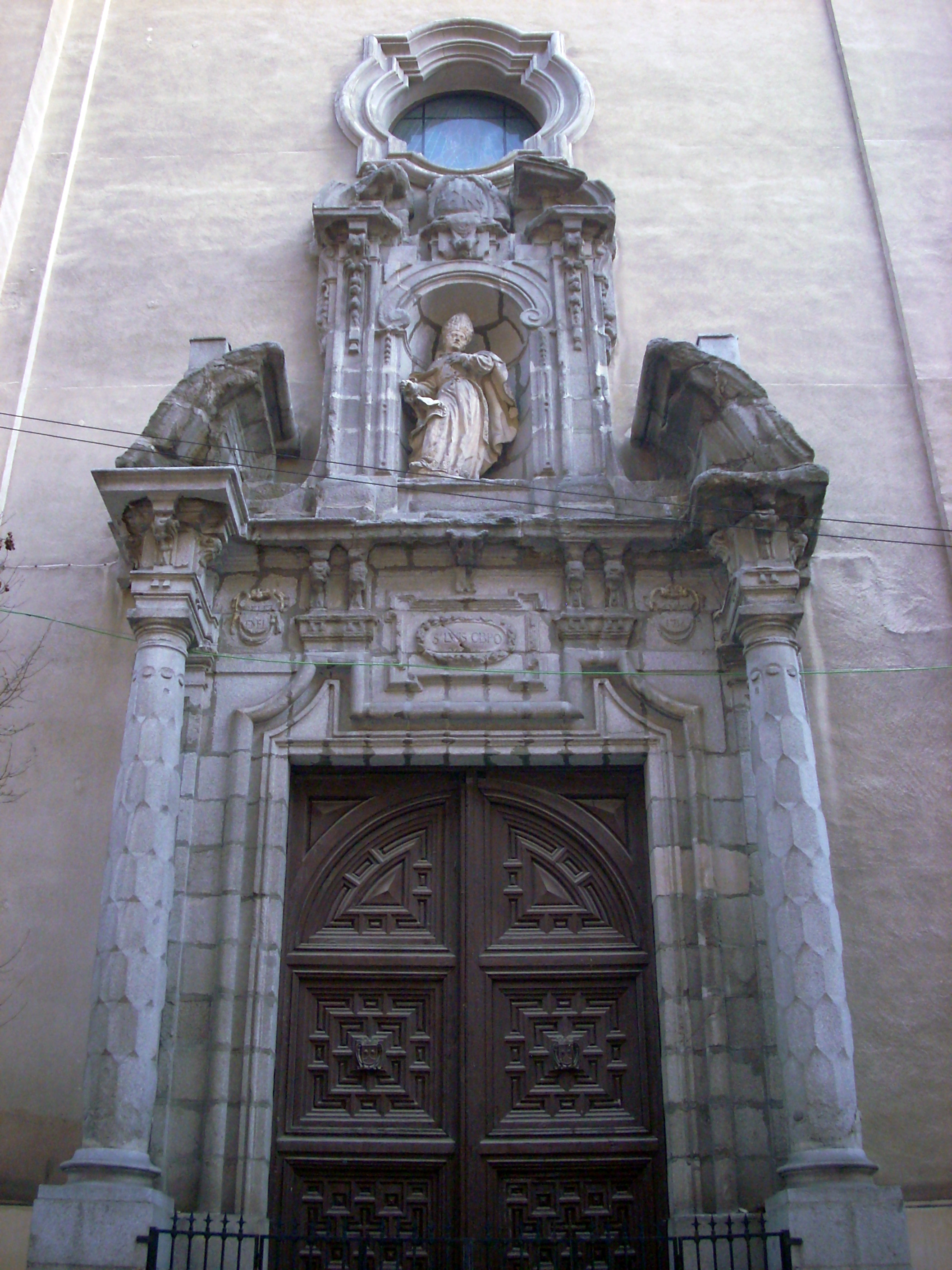
Portada de la antigua iglesia de San Luis obispo (actualmente en la iglesia del Carmen) con la escultura en piedra del santo titular obra de Pablo González Velázquez.

Pablo González Velázquez (1664-1727) fue un escultor barroco español, cabeza de una dinastía de artistas.

## Biografía
Según Juan Agustín Ceán Bermúdez, que es quien proporciona todos los datos biográficos conocidos, nació en Andújar (Jaén) aunque desarrolló toda su actividad artística en Madrid, donde falleció en 1727 y nacieron sus hijos Luis, Alejandro y Antonio, pintores los tres. El rey Luis I le habría ofrecido en 1724 el puesto de escultor de cámara, al que habría renunciado por hallarse viejo.
De las diversas obras en piedra y madera que Ceán le atribuyó en iglesias madrileñas, únicamente se conservan la estatua de San Luis ejecutada para la primitiva portada de su iglesia (1716), trasladada a los pies de la iglesia del Carmen tras la demolición de los restos del templo incendiado en 1936, y las esculturas del retablo mayor de la iglesia de las Calatravas, que según Antonio Bonet Correa deben, sin embargo, atribuirse con el conjunto del retablo a José Benito Churriguera.
Ceán adjudicaba también a González Velázquez las esculturas de tamaño natural de San Joaquín y Santa Ana del antiguo colegio de los Irlandeses en la calle del Humilladero, estatuas que se dieron por perdidas en la guerra civil pero que, en opinión de Jesús Urrea, serían las incorporadas al Museo Nacional de Escultura de Valladolid desde el Servicio de Recuperación Artística con atribución a Juan de Juni, siendo precisamente lo característico de este escultor, en opinión de Martín González, el retorno a los modos de Juni, en consonancia con su barroquismo, lo que se apreciaría también en alguna otra obra atribuida, como las esculturas de San Zacarías y Santa Isabel conservadas en la iglesia del hospital de la Venerable Orden Tercera de Madrid.